# Valvbåge
En valvbåge är en båge där en serie stenar vilar mot varandra i en bågform. 
Valvbågar har den egenskapen att de omvandlar dragkrafter till tryckkrafter, vilket i synnerhet eftersträvas i stenarkitektur eftersom sten som material är dåligt på att uppta dragkrafter. En valvbåge saknar draghållfasthet. Ett stort tekniskt problem är att få vederlagen att uppta de horisontalkrafter som bågen skapar i anfangen.
|  | 1. slutsten 2. kilsten 3. anfangssten 4. anfang 5. impost 6. vederlag 7. hjässa 8. pilhöjd, eller båghöjd 9. spännvidd, anfangslinje |

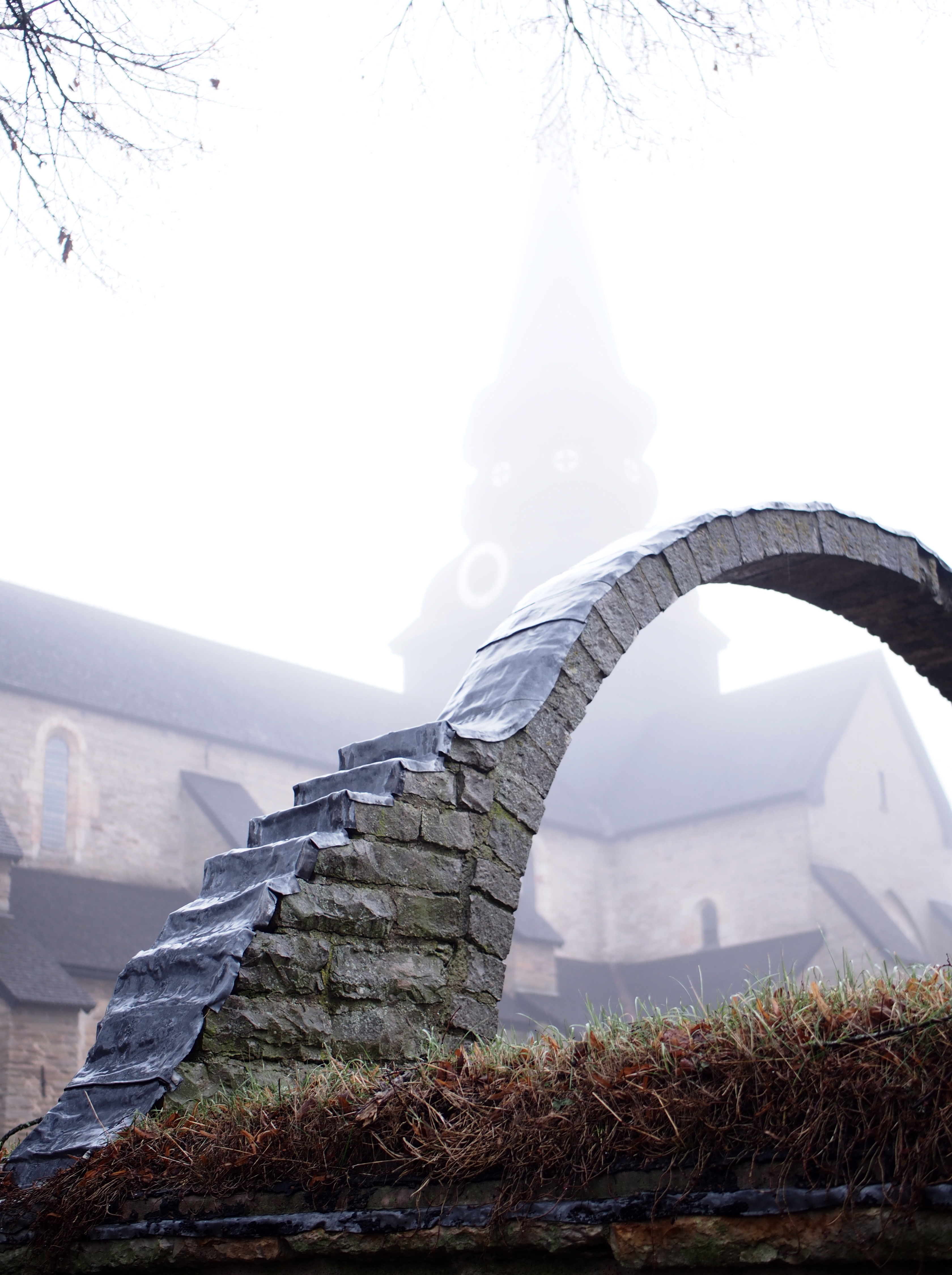
Valvbåge i Varnhems klosterruin.
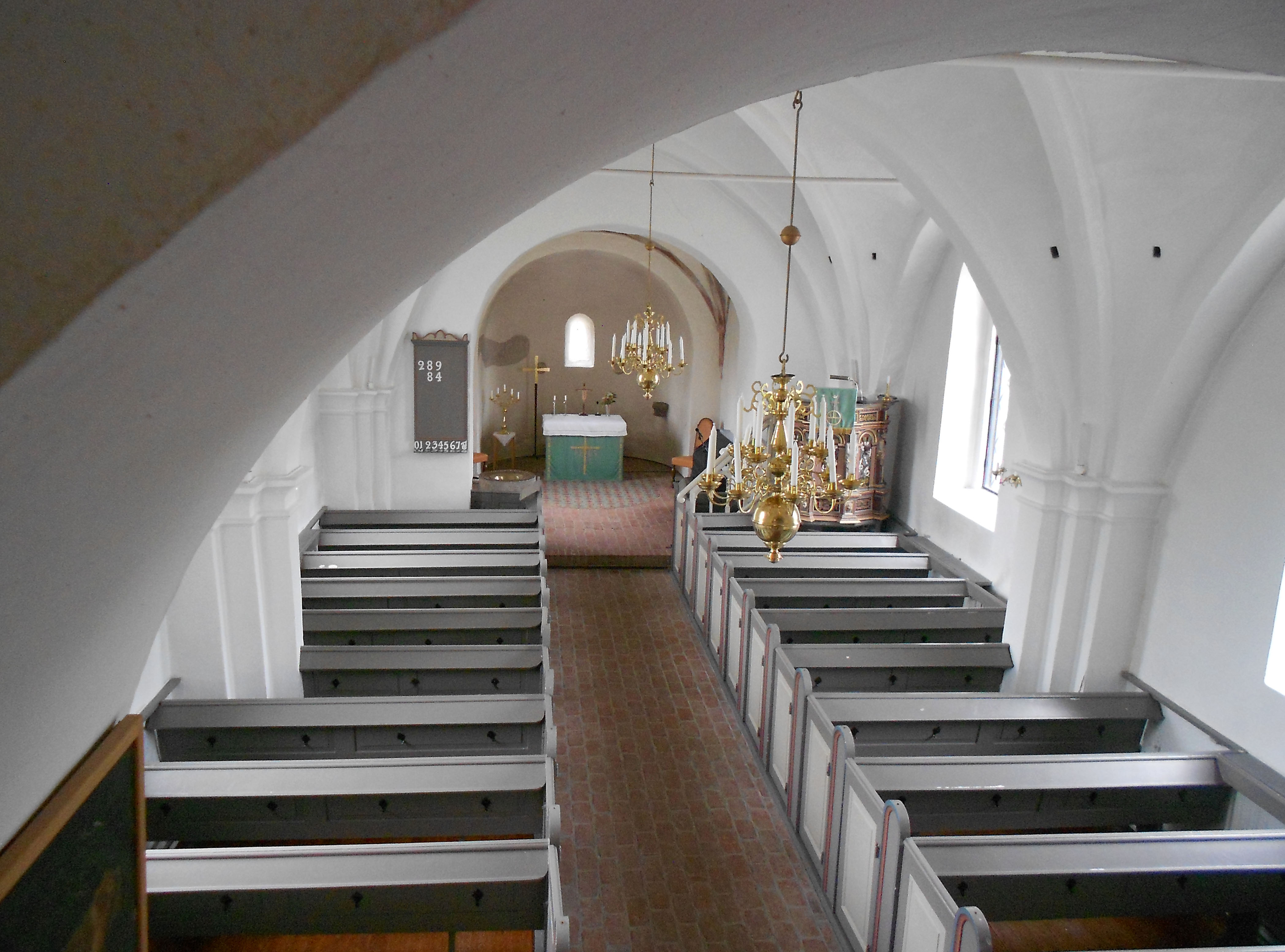
Valvbågar i Felestads kyrka